# Катандуанес
Катандуанес — провінція Філіппін, розташована в регіоні Біколь поблизу острова Лусон. Це 12-й за розміром острів Філіппінського архіпелагу. Столицею провінції є місто Вірак. Станом на 2010 рік населення провінції становило 246 300 осіб.
Провінція складається з острова Катандуанес (також називають острів Вірак), острова Панай, островів Поронгпонг, Тігноб і Калабагіо та кількох інших незначних острівців та скель.
Спочатку Катандуанес була частиною провінції Амбос Камарінес, а пізніше — Албай. Вона отримала автономію коли провінційний конгресмен Франциско Перфекто розробив законопроєкт № 301, згідно якого провінцію Катандуанес було відділено від провінції Албай. Цей законопроєкт був затверджений 26 вересня 1945 року, а згодом, 24 жовтня 1945 року, підписаний президентом Філіппін Серхіо Осменья. Останній віце-губернатор був призначений першим губернатором провінції. Після виборів 1947 року першим обраним губернатором став Альфонсо Юзеро.